# Кларіон (Пенсільванія)
Кларіон (англ. Clarion) — місто (англ. borough) в США, в окрузі Клеріон штату Пенсільванія. Населення — 3931 особа (2020).

## Географія
Кларіон розташований за координатами 41°12′34″ пн. ш. 79°22′48″ зх. д. / 41.20944° пн. ш. 79.38000° зх. д. (41.209445, -79.380087). За даними Бюро перепису населення США в 2010 році місто мало площу 4,19 км², з яких 4,08 км² — суходіл та 0,11 км² — водойми.

## Демографія
Згідно з переписом 2010 року, у селищі мешкало 5276 осіб у 1812 домогосподарствах у складі 662 родин. Густота населення становила 1259 осіб/км². Було 1972 помешкання (471/км²).
Расовий склад населення:
| - 91,0 % — білих - 5,0 % — чорних або афроамериканців - 1,9 % — азіатів - 0,1 % — корінних американців |

До двох чи більше рас належало 1,6 %. Частка іспаномовних становила 1,0 % від усіх жителів.
За віковим діапазоном населення розподілялося таким чином: 10,3 % — особи молодші 18 років, 78,1 % — особи у віці 18—64 років, 11,6 % — особи у віці 65 років та старші. Медіана віку мешканця становила 22,0 року. На 100 осіб жіночої статі у селищі припадало 77,8 чоловіків; на 100 жінок у віці від 18 років та старших — 76,0 чоловіків також старших 18 років.
Середній дохід на одне домашнє господарство становив 48 050 доларів США (медіана — 33 922), а середній дохід на одну сім'ю — 67 302 долари (медіана — 60 911). Медіана доходів становила 37 287 доларів для чоловіків та 45 481 долар для жінок. За межею бідності перебувало 33,0 % осіб, у тому числі 34,9 % дітей у віці до 18 років та 13,9 % осіб у віці 65 років та старших.
Цивільне працевлаштоване населення становило 2263 особи. Основні галузі зайнятості: освіта, охорона здоров'я та соціальна допомога — 40,0 %, мистецтво, розваги та відпочинок — 19,6 %, роздрібна торгівля — 14,2 %.